# Muse (álbum)
Muse -En Español: Musa- es el tercer álbum de estudio de la cantante y modelo jamaiquina Grace Jones, lanzado en 1979 por Island Records y producido por Tom Moulton. El álbum se considera como el último de una trilogía de álbumes producidos por Moulton, quien también produjo Portafilo y Fame (de 1977 y 1978, respectivamente). El islandés Thor Baldursson, que venía de trabajar en Múnich (Alemania) con estrellas de la música disco como Donna Summer, Boney M. y Amanda Lear, arregló el álbum (salvo el tema B3) y cantó a dúo con Grace en la canción "Suffer",además de tocar los teclados.
La primera parte del álbum es una mezcla continua de cuatro canciones, unidas por un relato sobre alguien que ha pecado. La segunda parte, sin embargo, se compone de música disco, sin relación entre sí. Todo el arte del álbum, incluyendo la imagen de la portada, la realizó Richard Bernstein.
La canción "I'll Find My Way to You", fue lanzada originalmente en 1976, en la película italiana Quelli della calibro 38 en la que Jones interpreta a una cantante de club, la versión original, junto con una canción llamada "I Still Get The Blues" fueron incluidos en la banda sonora producida por el compositor Stelvio Cipriani. Jones regrabó "I'll Find My Way to You" tres años después con Tom Moulton para el álbum Muse.
Muse fue lanzado en el año del "anti-disco", y tanto el álbum y las canciones "On Your Knees" y "Don't Mess With the Messer" fueron dejadas de lado por el registro de compras públicas en el tiempo y se cree que pasó a ser el "álbum perdido" de Grace Jones.
Muse sigue siendo el único álbum de estudio de Grace Jones que no ha sido reeditado en CD por Island Records/Universal Music.

## Lista de canciones

### Lado A
1. "Sinning" (Grace Jones / Pierre Papadiamandis) - 5:06
2. "Suffer" (Tom Moulton / Thor Baldursson) - 4:17
3. "Repentance (Forgive Me)" (Grace Jones / Pierre Papadiamandis) - 3:50
4. "Saved" (Jack Robinson / Vivienne Savoie Robinson / James Bolden) - 7:13

### Lado B
1. "Atlantic City Gambler" (Tom Moulton / Duke Williams) - 5:46
2. "I'll Find My Way to You" (Stelvio Cipriani / Hal Shaper) - 5:14
3. "Don't Mess With the Messer" (Grace Jones / Pierre Papadiamandis) - 4:50
4. "On Your Knees" (D.C. LaRue / Jerry Corbetta) - 6:20

## Historial de versiones

### LP
- 1979 Island Records (ILPS 9538, Estados Unidos)
- 1979 Island Records (ILPS 19538, Italia)
- 1979 Island Records (200 849, Alemania)
- 1979 Island Records (9123 050, Francia)

### CD
- Inédito en formato digital.

Tres canciones han sido republicadas en CD:
"Saved" (Versión editada) - 5:00
"Sinning"
"Don't Mess With The Messer"

## Personal
- Grace Jones - canto
- Thor Baldursson - arreglos (A1-A4, B1, B2, B4), teclados, canto (A2)
- Carl Davis - arreglos (B3)
- Sweethearts of Sigma - cantantes secundarios (B1-B4):
- Barbara Ingram, Evette Benton, Carla Benson - cantantes secundarias
- Carl Helm, Phil Hurtt, Ron Tyson - cantantes secundarios (A1-A4)
- Jimmy Williams - bajo eléctrico
- Keith Benson - batería
- Craig Snyder - guitarra
- James Walker, Larry Washington - percusión

## Producción
- Tom Moulton - productor, mezcla
- Grabado y mezclado en Sigma Sound Studios, Filadelfia (Pensylvania)
- Arthur Stoppe - ingeniero de mezcla
- José Rodríguez - masterización en Sterling Sound Studios, Nueva York.
- Richard Bernstein - diseño, ilustración
- Francis Ing - diseño, ilustración
- Eve Boman - fotógrafo designado
- Neil Terk - director artístico

## Canciones

### "I'll Find My Way to You"
- IT 7" single (1976) Cinevox MDF 098

1. "I'll Find My Way to You"
2. "Again and Again"

### "On Your Knees"
- AU 12" single (1979) Island/Festival X13048

1. "On Your Knees" - 6:28
2. "Don't Mess With the Messer" (Versión extendida) - 6:27

- CA 12" single (1979) Island DISD-8869

1. "On Your Knees" - 6:28
2. "Don't Mess With the Messer" (Versión extendida) - 6:27

- FR 7" promo (1979) Island 6172 865

1. "On Your Knees" (Editada) - 3:47
2. "Don't Mess With the Messer" (Editada) - 4:05

- GE 7" single (1979) Island 100 789

1. "On Your Knees" (Editada) - 3:47
2. "Don't Mess With the Messer" (Editada) - 4:05

- GE 12" single (1979) Island 600 079-213

1. "On Your Knees" - 6:28
2. "Don't Mess With the Messer" (Versión extendida) - 6:27

- IT 7" single (1979) Island WIP 26511

1. "On Your Knees" (Editada) - 3:47
2. "Don't Mess With the Messer" (Editada) - 4:05

- JP 7" promo (1979) Island ILR-20630

1. "On Your Knees" (Editada) - 3:47
2. "Don't Mess With the Messer" (Editada) - 4:05

- SP 7" single (1979) Island 100 789-A

1. "On Your Knees" ["De Rodillas"] (Editada) - 3:47
2. "Don't Mess With the Messer" (Editada) - 4:05

- UK 12" single (1979) Island 12X WIP 6511

1. "On Your Knees" - 6:28
2. "Don't Mess With the Messer" (Versión extendida) - 6:27

- US 7" single (1979) Island IS49002

1. "On Your Knees" (Editada) - 3:49
2. "Don't Mess With the Messer" (Editada) - 4:10

- US 12" single (1979) Island DISD 8869

1. "On Your Knees" - 6:30
2. "Don't Mess With the Messer" (Versión extendida) - 6:27

- US 7" promo (1979) Island IS49002

1. "On Your Knees" (Editada) - 3:49
2. "On Your Knees" (Editada) - 3:49

- US 12" promo (1979) Island DISD 8869-RE1

1. "On Your Knees" - 6:30
2. "Don't Mess With the Messer" (Versión extendida) - 6:27

### "Don't Mess With the Messer"
- US 7" single (1979) Island IS49002RE-1

1. "Don't Mess With the Messer" (Editada) - 4:10
2. "On Your Knees" (Editada) - 3:49

## Listas musicales
| Lista musical (1979) | Posición |
| -------------------- | -------- |
| Billboard Hot 200    | 156      |
| Suecia               | 38       |